# Тернавиоты
Тернавиоты — мещанский, казацко-офицерский, затем — дворянский род.
Его родоначальником был Стерий Иванович Тернавиот (ок. 1650 — после 1718), грек, уроженец Македонии, который поселился в Нежине ок. 1671 года. Был нежинским вийтом (1711—1718), ктитором Нежинского Благовещенского монастыря, вместе с сыном держал на откуп индуктивный сбор, что дало ему возможность приобрести имение (с. Плоское Нежинского полка).
Его дочери вышли замуж за представителей влиятельных казацко-офицерских родов — Войцеховичей и Жуковских. Старший сын Стерия — Петр (ок. 1700 — после 1774), нежинский войт (1727—1760), бунчуковый товарищ (с 1760), который от брака с дочерью нежинского протопопа Павла Яворского имел сыновей Ивана (ок. 1721 — до 1790), отставного полковника, предводителя дворянства Нежинского и Батуринского уездов, и Федора (ок. 1725—1747), поручика лейб-гвардии Измайловского полка.
Единственная дочь Ивана Петровича — Елизавета (ок. 1773 — д. с. неизвестно), последняя представительница рода, стала женой секунд-майора Николая Еремиевича Родзянко (ок. 1748 — после 1800). Сыном младшего брата Петра Стерийовича — Ивана (ок. 1705 — д. с. неизвестно), бунчукового товарища, был Степан Иванович (в монашестве Софроний; ок. 1725—1771), выпускник Киево-Могилянской академии, иеромонах Киево-Печерской лавры, наместник Свято-Троицкого больничного монастыря, поверенный в делах лаврской типографии, стряпчий (постоянный уполномоченный) Киево-Печерской лавры при дворе императрицы Елизаветы Петровны, архимандрит костромского Богоявленского монастыря (1756 — 59), основатель и первый ректор Костромской духовной семинарии (1760—1771) и одновременно настоятель Николо-Бабаевского монастыря (1760—1771). Возможно, что от Ивана Стерийовича берёт начало одноимённый киевский купеческий род

## Описание герба
В щите: вооружённый мечем воин на коне. Нашлемник: возникающий орёл с крестом в клюве.

## Память
В рамках выполнения пакета законов о декоммунизации в г. Нежин была переименована ул. Урицкого на ул. Тернавиотов.